# Vinschger Oberland

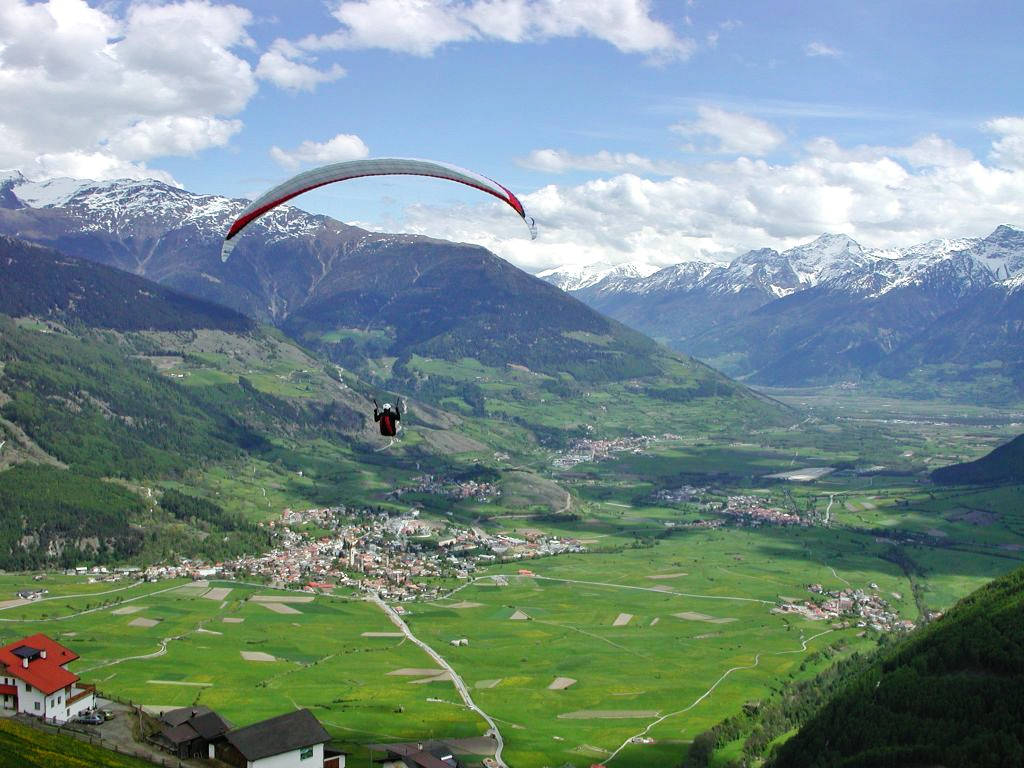
Drachenflieger im Obervinschgau

Das Vinschger Oberland (auch Vinschgauer Oberland, Oberes Vinschgau oder Obervinschgau) ist ein Teil des Vinschgaues in Südtirol. Das Oberland ist der höchstgelegene Abschnitt des Etschtales unterhalb vom Reschenpass.

## Begriff
Der Vinschgau wird je nach Autor entweder in zwei oder drei Abschnitte geteilt. Eine Zweiteilung setzt die Grenze zwischen dem Untervinschgau und dem Obervinschgau am Gadria-Schwemmkegel zwischen Schlanders und Laas an. Eine Dreiteilung belässt den unteren Vinschgau im selben Umfang, unterscheidet im höher gelegenen Talabschnitt aber zwischen dem mittleren und dem oberen Vinschgau: Als Grenze zwischen Mittelvinschgau und dem eigentlichen Vinschger Oberland wird der Beginn der Malser Haide zwischen Glurns und Mals aufgefasst.

## Gemeinden
Die Gemeinden des Vinschger Oberlands im engeren Sinne sind:
- Graun,
- Mals.

Im weiteren Sinne rechnet man auch folgende Gemeinden zum Obervinschgau:
- Glurns,
- Laas,
- Prad,
- Schluderns.

Eventuell kann man auch die Gemeinden der Vinschger Seitentäler dazuzählen:
- Stilfs,
- Taufers.